# La Palmera (Argentina)
La Palmera es una localidad y distrito ubicado en el departamento Lavalle, provincia de Mendoza, Argentina. 
Se encuentra en el norte del oasis del río Mendoza, 5 km al nordeste de Villa Tulumaya, cabecera departamental.
Es una zona agrícola bajo el riego del río Mendoza más el aporte de perforaciones subterráneas. Cuenta con una asociación de pequeños productores hortícolas.